# Photomontage
Un photomontage est un assemblage de photographies obtenu par collage, par tirage, ou au moyen d'un logiciel, donnant à une photo un aspect différent, par incorporation d'une ou plusieurs parties ou de la totalité d'une autre photo et permettant toutes retouches et trucages. Cette technique diffère du photocollage.

## Historique
La technique du photomontage apparue dès 1850-1851 par la combinaison de négatifs au collodion, est utilisée dès 1871 à des fins politiques par Eugène Appert dans sa série des Crimes de la Commune, ou par Jules Raudnitz avec son Sabbat rouge.
La technique s'est popularisée après 1917, en URSS, avec le mouvement constructiviste dont Alexandre Rodtchenko et El Lissitzky sont les pionniers. Les artistes futuristes italiens s'en sont également servi dans leurs œuvres. Parallèlement, en Allemagne, les dadaïstes, comme Hannah Höch, Raoul Hausmann et John Heartfield développent eux aussi cette technique en combinaison avec celle du collage.
Le photomontage suit dès l'origine deux orientations : la poésie (et l'onirisme) et la propagande politique. Dans le premier cas, il se propose de transformer ce qui est réel de manière poétique ou humoristique. Les artistes surréalistes et dadaïstes l’ont notamment utilisé de manière générale, plus récemment l'artiste punk Linder Sterling. Certains gouvernements, communistes et autres, ont eu recours à la technique du photomontage, à des fins politiques et idéologiques.
Depuis la fin du XXe siècle, le photomontage trouve un souffle nouveau à l'arrivée de l'informatique et des logiciels de retouche d'image.
Le scrapbooking digital constitue un type de montage photo. Il existe des logiciels spécialisés, Studio-Scrap.

## Caractéristiques

### Le photomontage dadaïste
Dans la première moitié du XXe siècle, les artistes du mouvement Dada conçoivent des œuvres à partir des découpes de photographies qu'ils trouvent dans la presse ; ils les combinent avec des éléments typographiques de coupures ou de manchettes de journaux. Ces photomontages sont composés de telle sorte qu'ils rendent des effets dynamiques. Ils vont à l'encontre des notions d'échelles, de perspective et de plan. Des lettres et des mots sont dispersés dans les œuvres et manifestent des cris, des ordres et des slogans.
Les dadaïstes allemands se servent des photomontages pour critiquer la société de leur époque. Ils s'en prennent notamment à la bourgeoisie. Ils remettent en cause le militarisme dans l'Allemagne des années 1910-1920. George Groz et John Heartfield soutiennent les ouvriers et s'opposent au régime nazi.

## Galerie

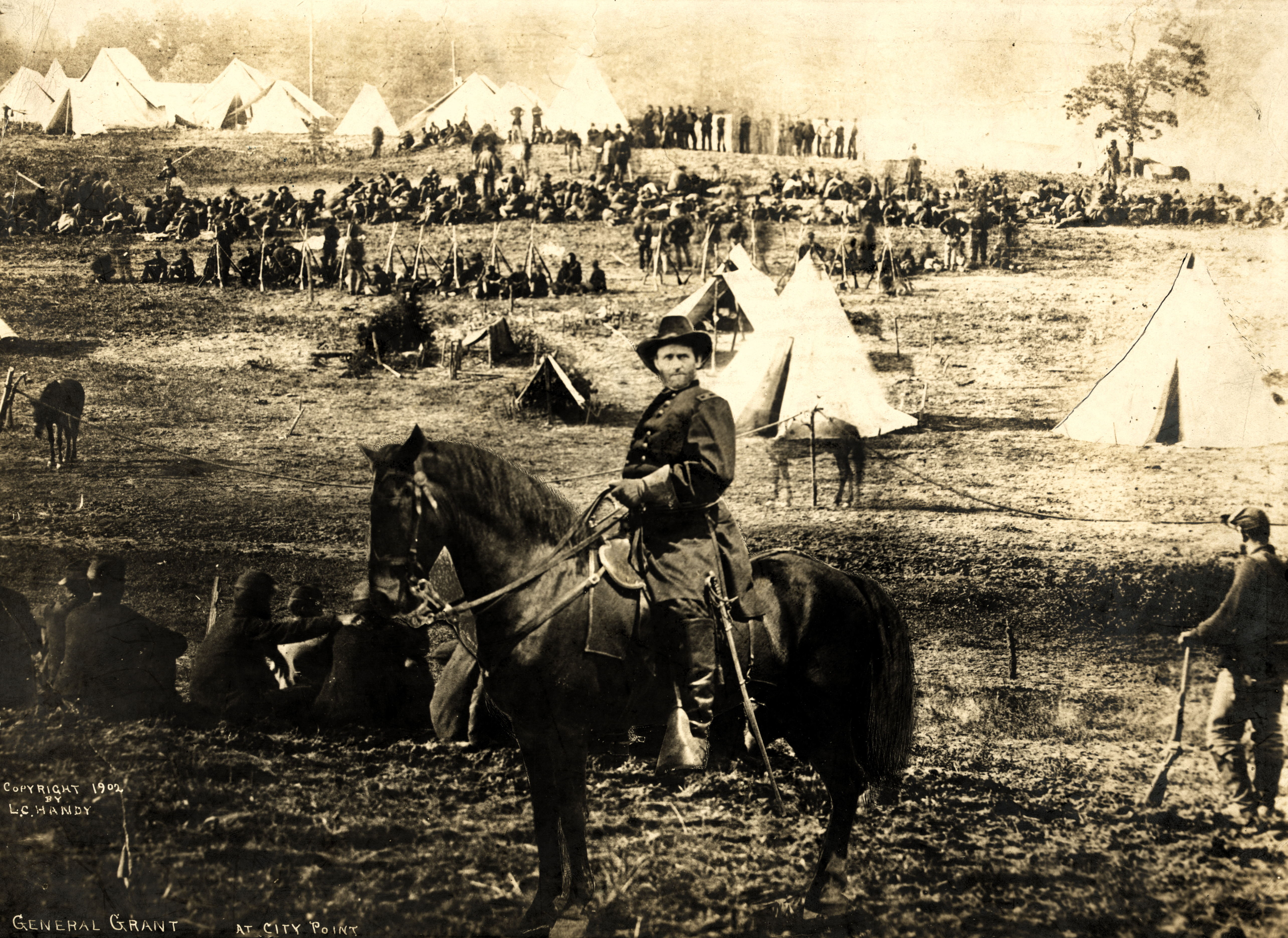
Photo du général Ulysses S. Grant, futur président des États-Unis, issue du montage de trois images (1902)[6].
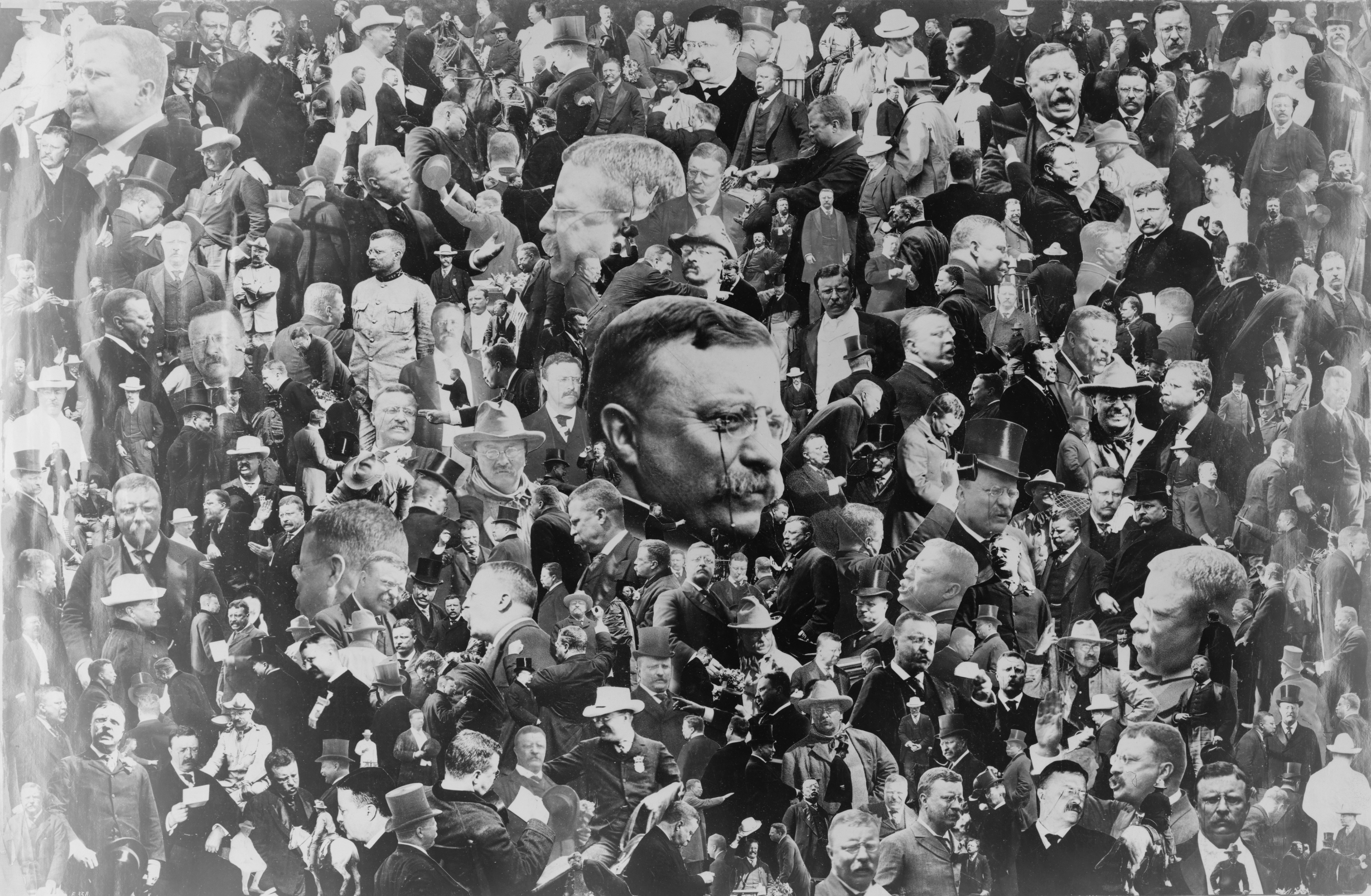
Theodore Roosevelt (1908)
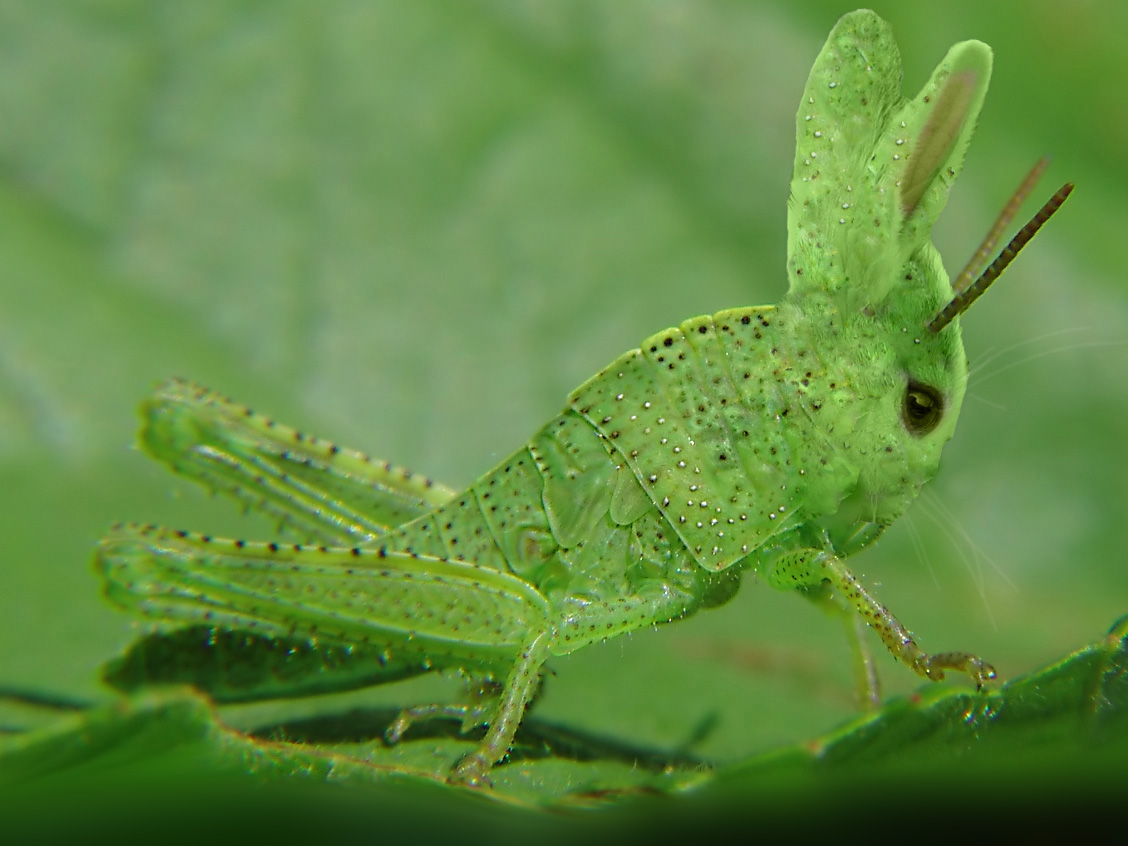
Sauterelle-lapin
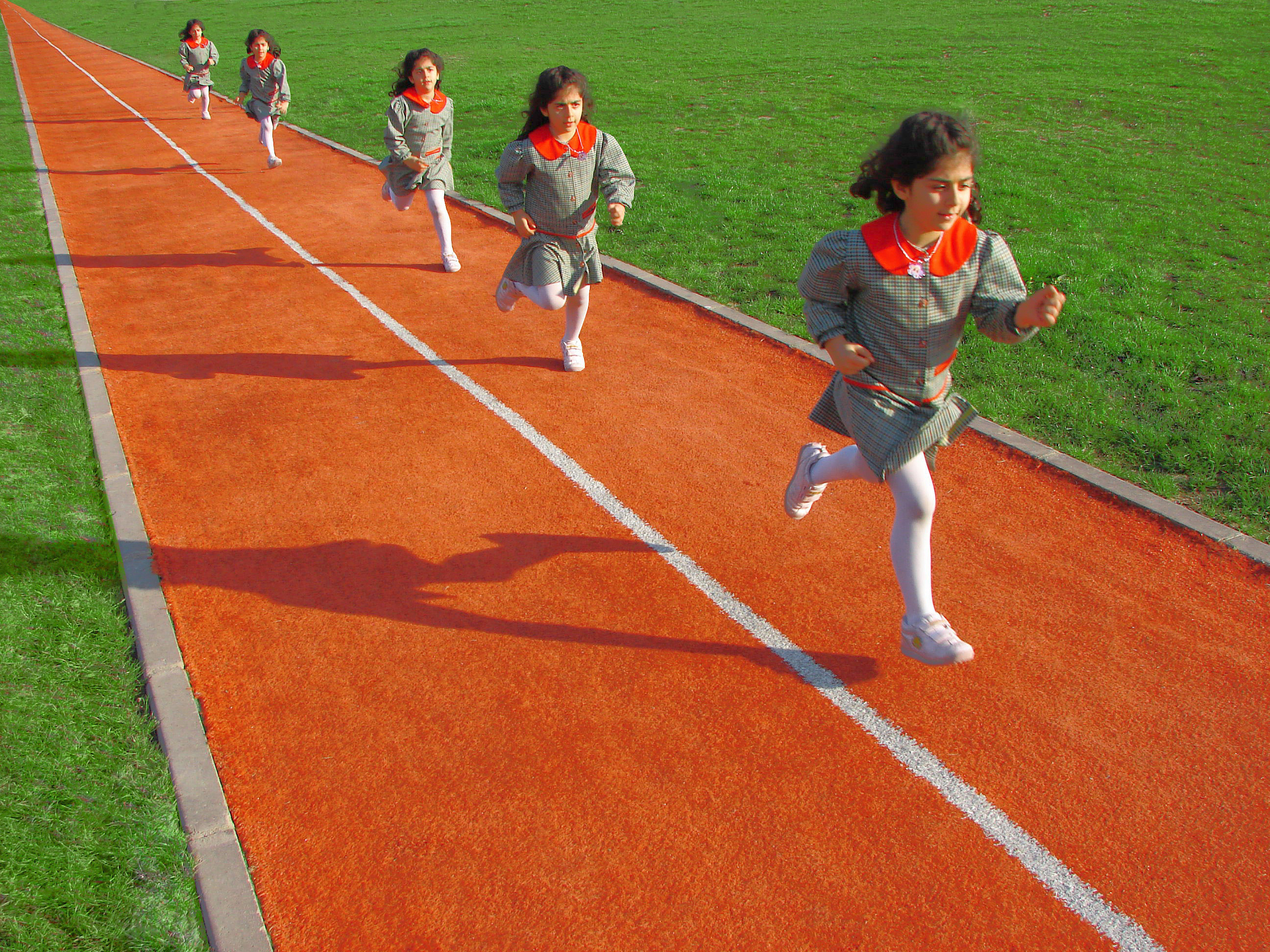
Course décomposée
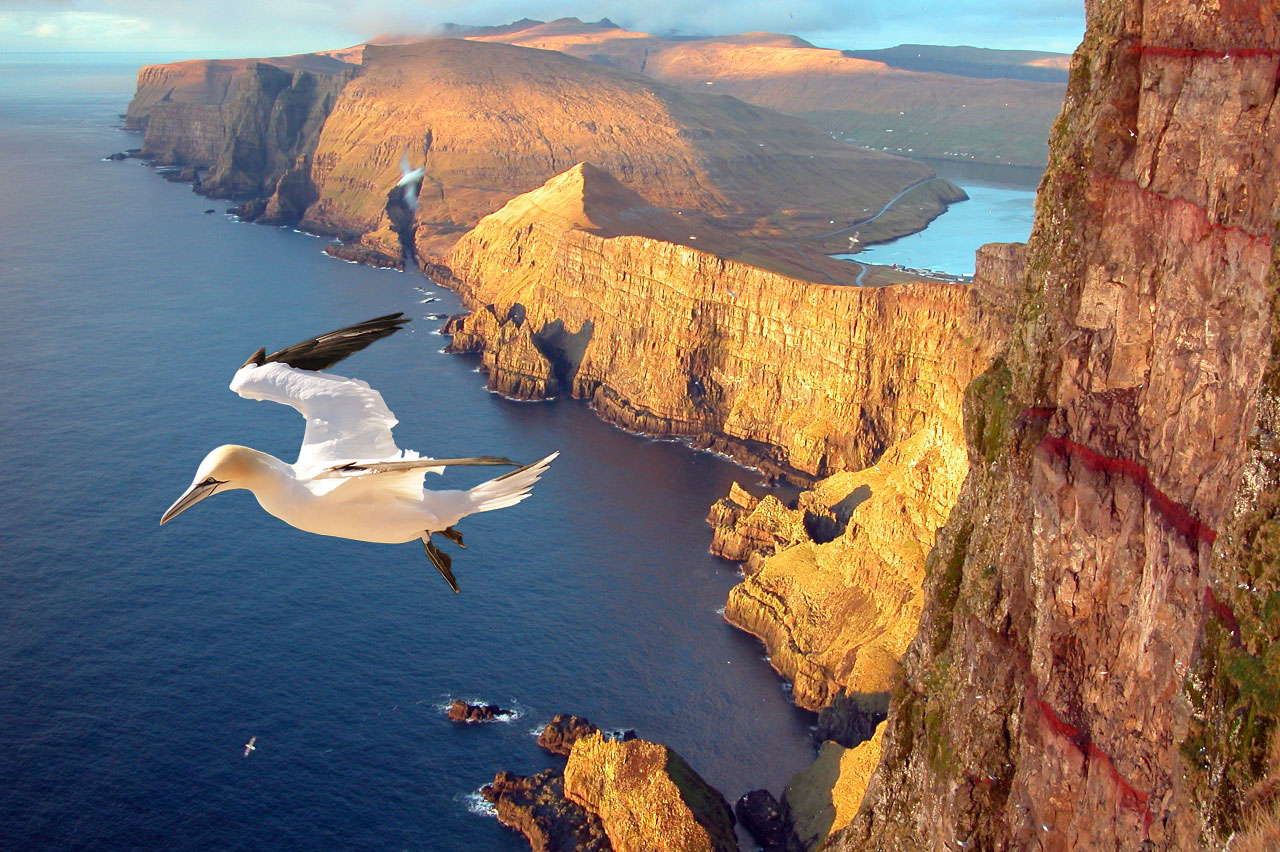
Oiseau dans le ciel
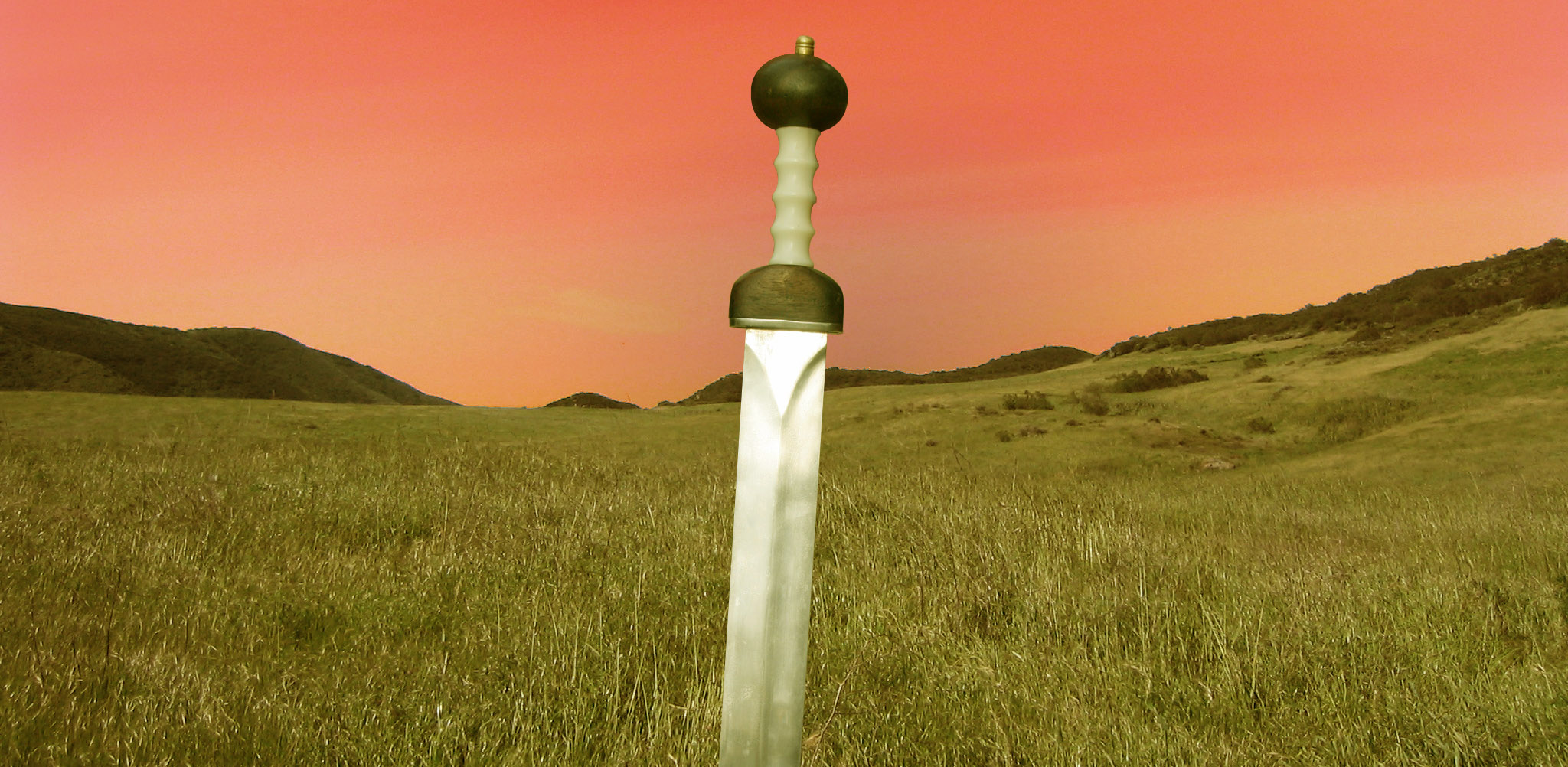
Glaive dans l'herbe
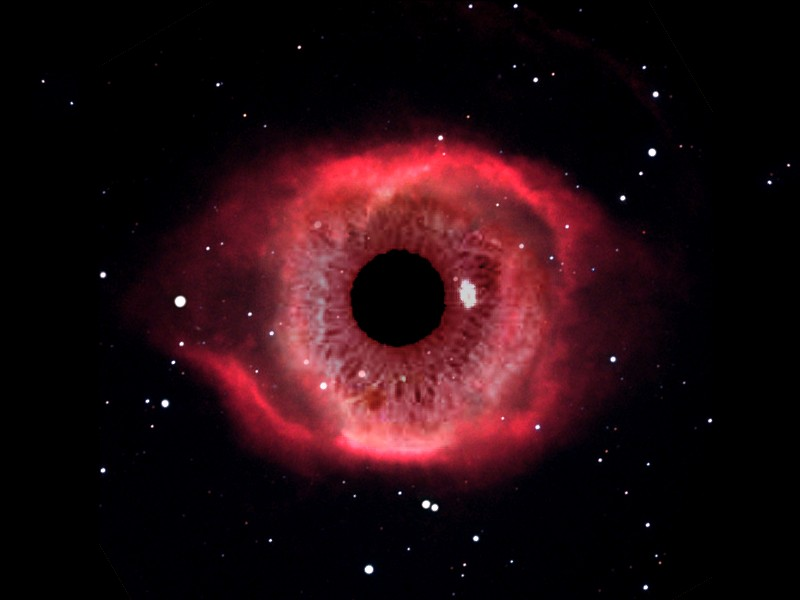
Œil dans le helix nebula
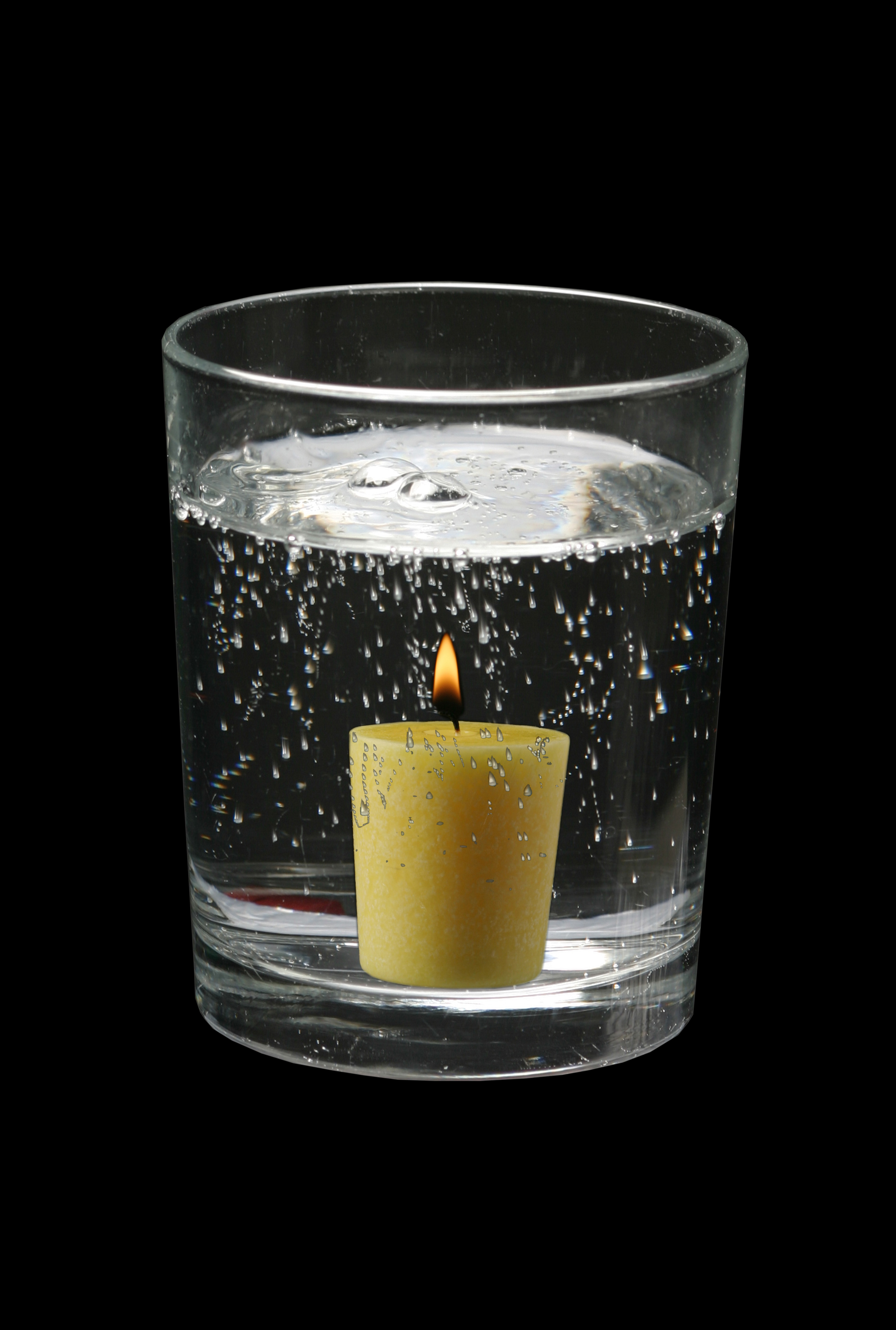
Bougie dans l'eau
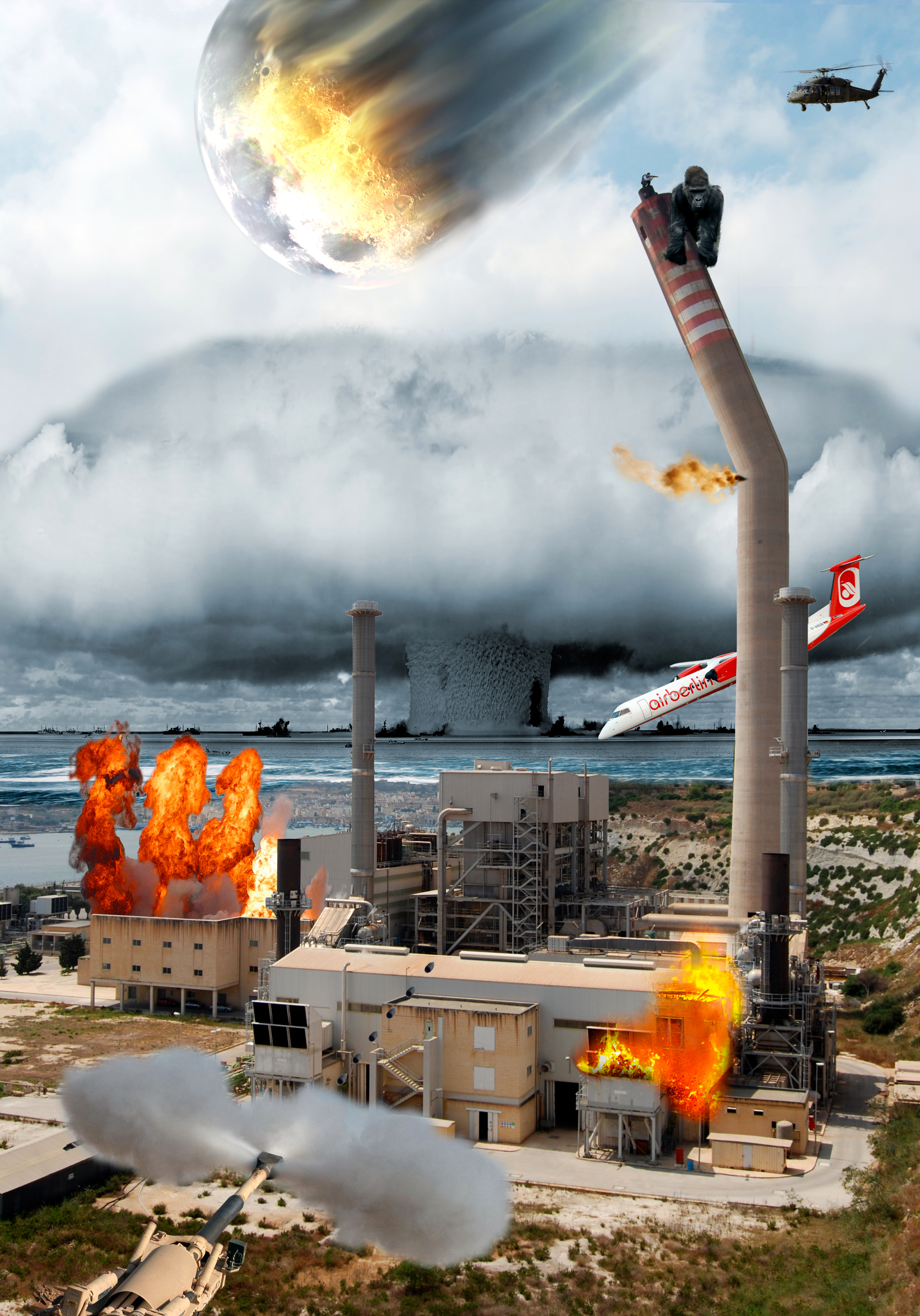
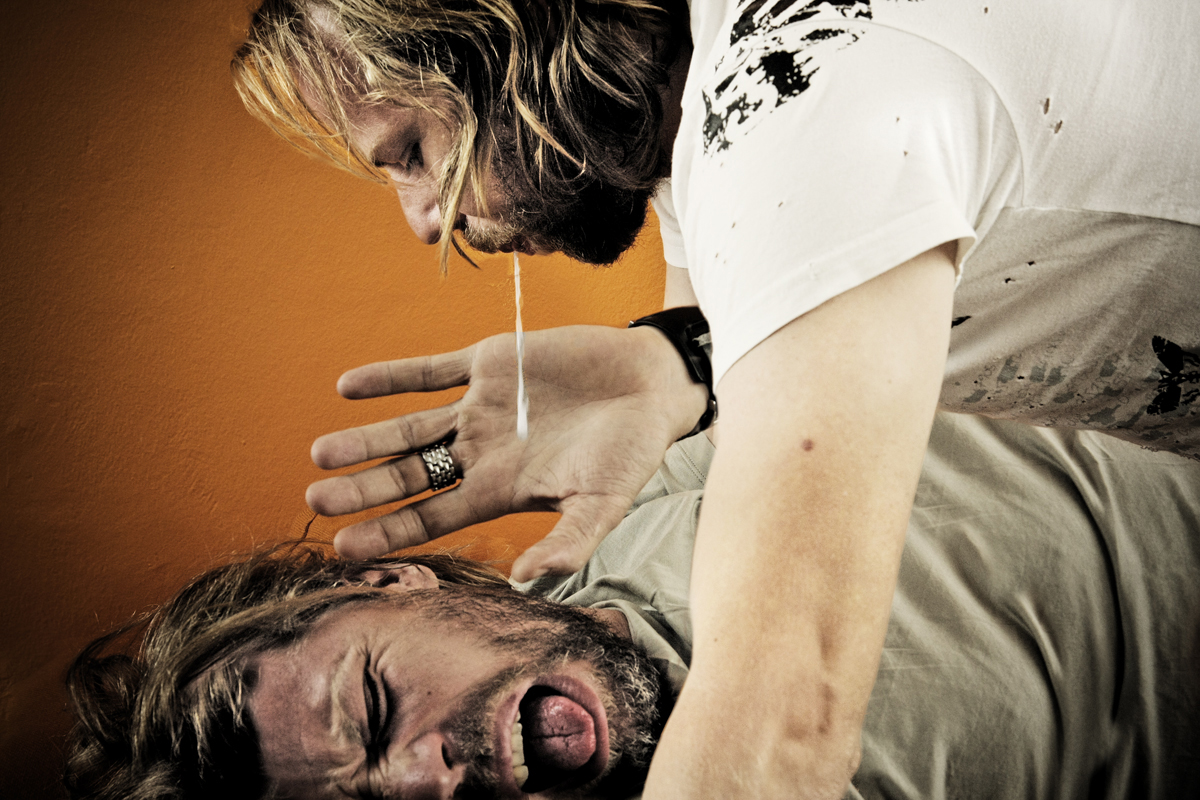
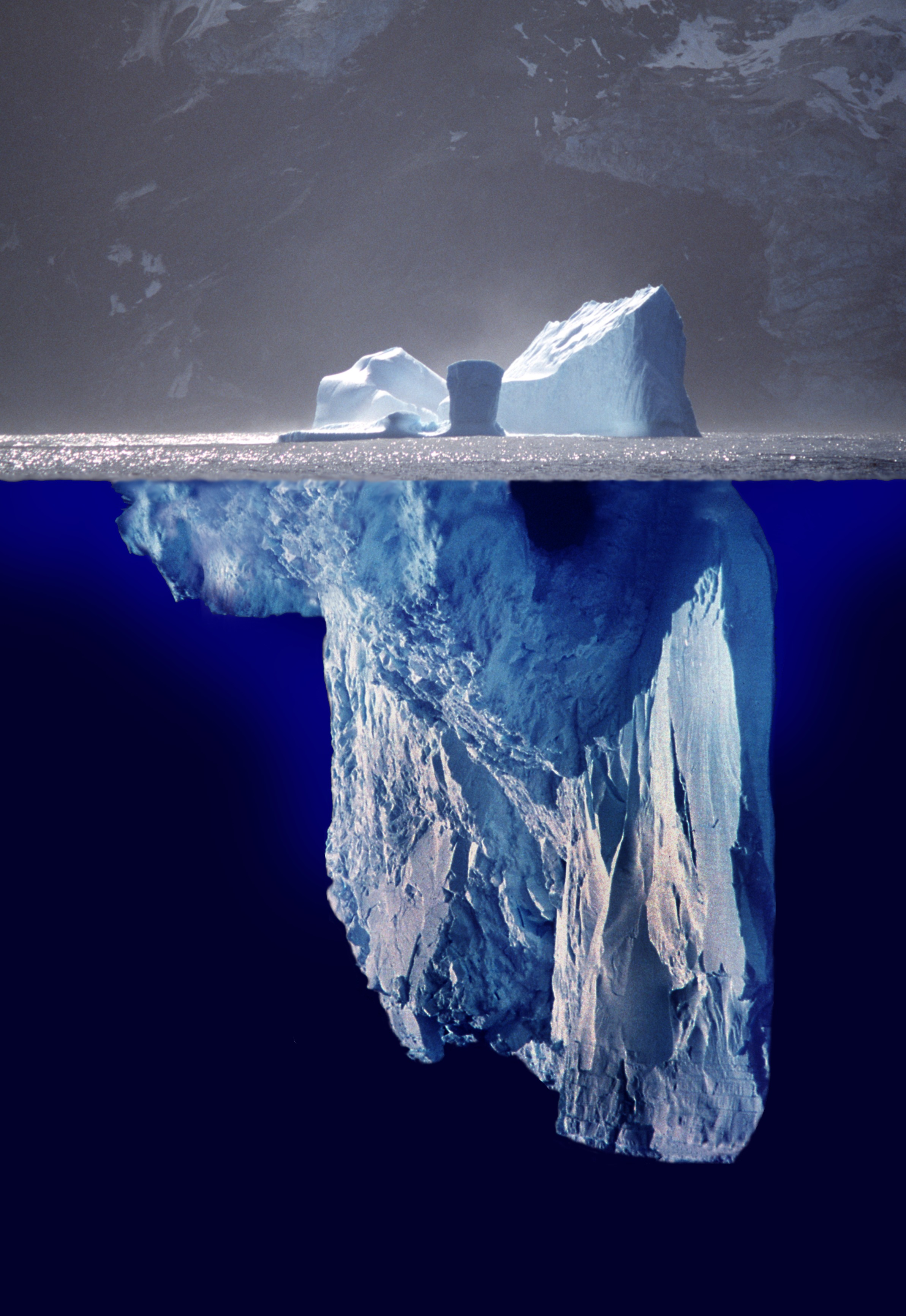
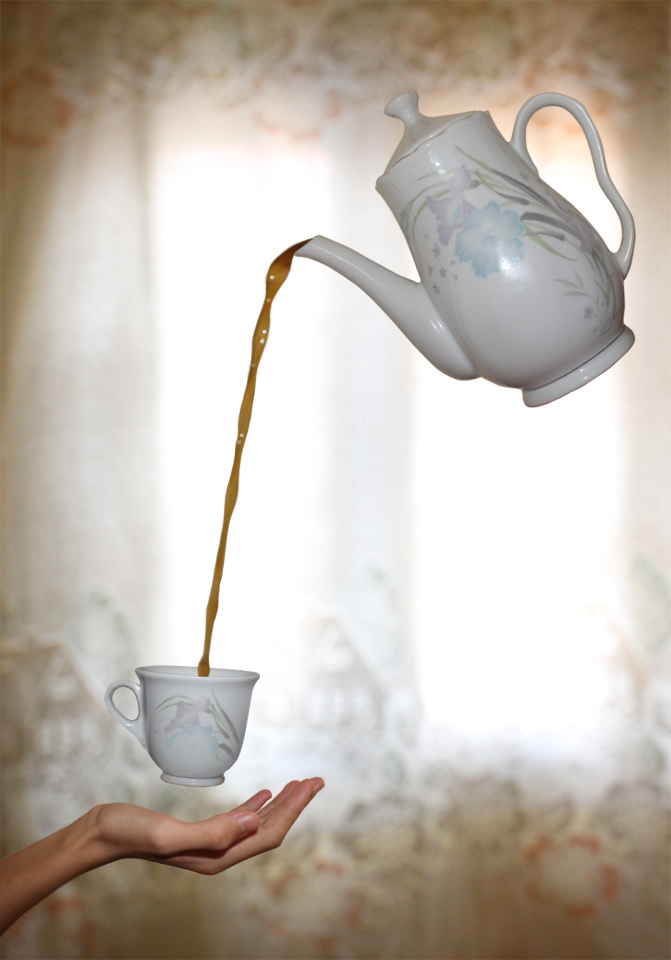
Tasse de café
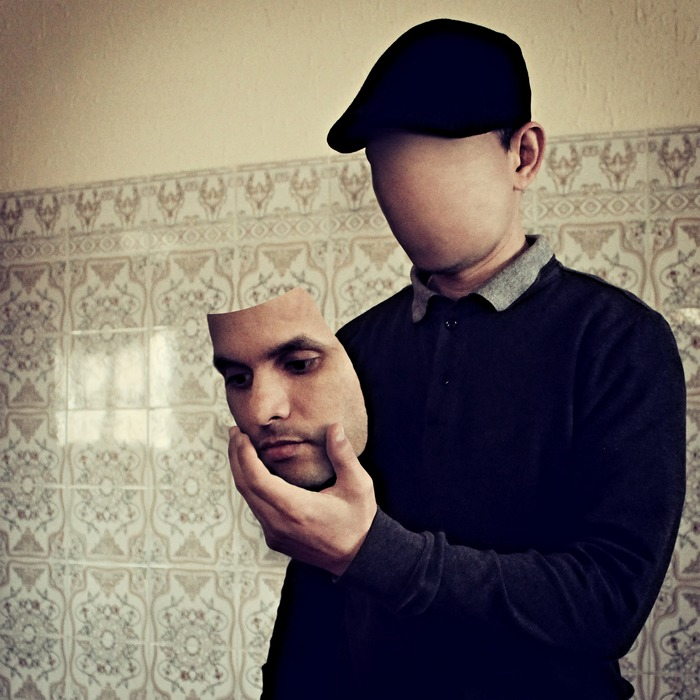
Photomontage
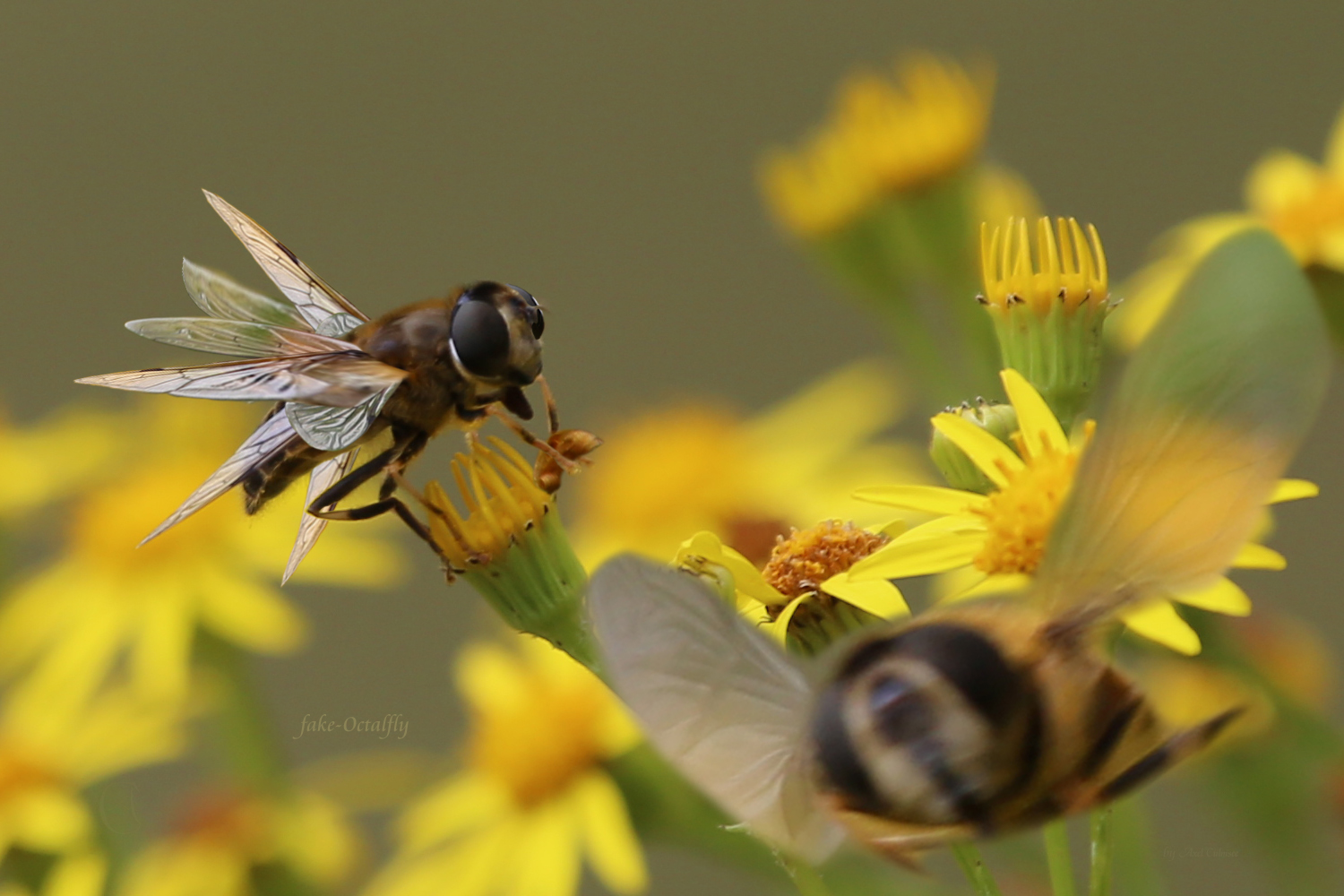
falsification fake-Octal-mouche d'un syrphe avec diverses détourage-découpures d'une série de photographies
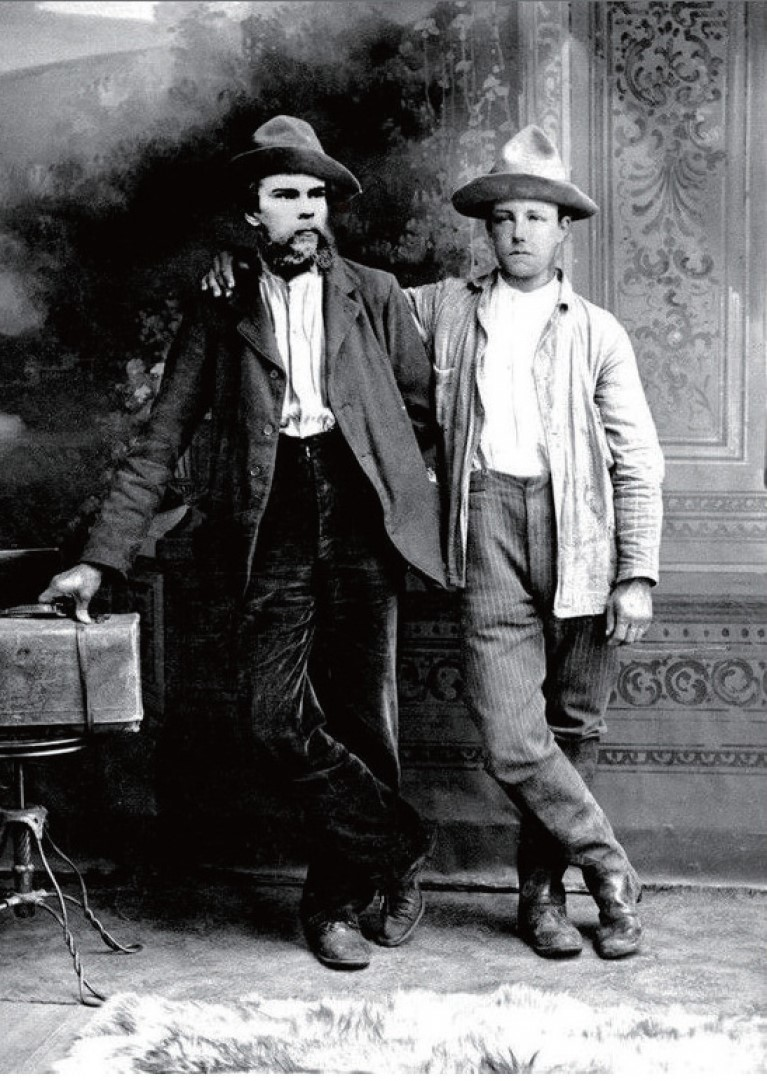
Verlaine et Rimbaud à Bruxelles en 1873[Note 1]